# Ђароса Равицоне (Потенца)
Ђароса Равицоне (итал. Giarrossa Ravizzone) је насеље у Италији у округу Потенца, региону Базиликата.
Према процени из 2011. у насељу је живело 92 становника. Насеље се налази на надморској висини од 1087 м.